# 2,4-二(均三甲苯基亚氨基)-3-戊基镁(I)
2,4-二(均三甲苯基亚氨基)-3-戊基镁(I)是一种配位化合物，化学式为C46H58Mg2N4，或简写为[(MesNacnac)Mg]2，它以二聚体的形式存在。它可由LMgI(OEt2)（Et为乙基）和金属钠在甲苯中反应制得。它和二茂铍反应，可以得到二茂二铍。它和(IPr)AlH3反应，可以得到[(MesNacnac)MgH]2和[(IPr)H2Al]2（IPr=:C{(DipNCH)2}，Dip=2,6-二异丙基苯基）。